# Горсач, Нил
Нил Макгилл Го́рсач (англ. Neil McGill Gorsuch, род. 29 августа 1967 года) — американский юрист, судья Верховного суда США с 10 апреля 2017 года. Был представлен к назначению президентом Трампом на место умершего в 2016 году судьи Антонина Скалиа. Горсач считается сторонником оригинализма и текстуализма в интерпретации Конституции.

## Ранние годы и образование
Нил — сын Дэвида Горсача и Энн Горсач Бурфорд (урождённая Энн Ирен Макгилл). Нил Горсач родился в Денвере, Колорадо, но переехал в Вашингтон будучи подростком, после назначения своей матери первой женщиной — главой Агентства по охране окружающей среды (1981—1983).
В 1985 году окончил Подготовительную школу Джорджтауна. В 1988 году получил степень бакалавра гуманитарных наук в Колумбийском университете. Будучи студентом университета, он писал колонки в студенческую газету Columbia Daily Spectator, а также был фанатом университетского оркестра. В 1986 году стал сооснователем альтернативной студенческой газеты — The Fed. Получил учёную степень доктора права в Гарвардской школе права в 1991 году, доктора философии в Университетском колледже при Оксфордском университете в 2004 году. Являлся получателем стипендий Трумэна и Маршалла. В Гарвардской школе права он обучался в одном классе с Бараком Обамой.

## Карьера
Горсач работал помощником судьи Дэвида Сэнтэлла в Апелляционном суде США по округу Колумбия с 1991 по 1992 году и затем для судей Верховного суда США Байрона Уайта и Энтони Кеннеди с 1993 по 1994 год.
С 1994 по 2005 год работал в юридической фирме Kellogg, Huber, Hansen, Todd, Evans & Figel. В 1998 году стал партнёром и был им до 2005 года. В 2002 году открыто критиковал Сенат за задержку утверждения Меррика Гарланда и Джона Робертса на должность судей Апелляционного суда США по округу Колумбия. В частности он писал, что «одни из самых лучших представленных к назначению судей подвергнуты грубому и жестокому обращению» со стороны Сената.
С 2005 по 2006 год занимал должность первого помощника заместителя Генерального прокурора США Роберта Маккалума.
Был приглашённым профессором Школы права Колорадского университета.

### Апелляционный суд десятого округа США
10 мая 2006 года был представлен к назначению президентом Джорджем Бушем в Апелляционный суд десятого округа США для замены Дэвида Эбеля, ушедшего в отставку. Как и Горсач, Эбель был в прошлом помощником судьи Верховного суда Байрона Уайта. 20 июля 2006 года кандидатура Горсача была одобрена Сенатом. Он являлся пятым назначенным судьёй Джорджа Буша в десятом судебном округе. Горсач был приведён к присяге судьёй Верховного суда Энтони Кеннеди.
С момента занятия должности он отослал некоторых своих помощников для службы судьям Верховного суда. За это он получил прозвище «судья-питатель».

#### Деньги в политике
Горсач высказал мнение о том, что передача денег политикам во время избирательных кампаний это «фундаментальное право» которому должен быть предоставлен самый высокий уровень конституционной защиты, известный также как Strict scrutiny.

#### Свобода вероисповедания
Горсач выступает за широкое определение свободы вероисповедания и встал на сторону христианских работодателей и религиозных организаций в делах Бёрвелл против Hobby Lobby Stores, Inc. и Little Sisters of the Poor Home for the Aged v. Burwell, которые затем объединились в дело Зубик против Бёрвелла. В деле Hobby Lobby Горсач посчитал, что требования Закона о доступных медицинских услугах и защите пациентов о том что работодатели предоставляющие страховое покрытие контрацептивов без доплаты со стороны застрахованного лица, нарушают права тех работодателей, которые возражают против использования противозачаточных средств на религиозной почве.

#### Смертная казнь
Горсач выступает за строгое следование англ. Antiterrorism and Effective Death Penalty Act of 1996. В 2003 году Горсач ответил отказом на запрос приговорённых к смертной казни заключённых.

### Представление в Верховный суд
В сентябре 2016 года во время президентской избирательной кампании Дональд Трамп включил Горсача в список из 21 судей—претендентов на освободившееся место в Верховном суде США. В январе 2017 после инаугурации анонимный источник предоставил информацию о том, что Горсач остался в теперь уже списке из восьми претендентов на должность.
31 января 2017 года был представлен к назначению.
7 апреля 2017 года Сенат США утвердил Горсача в должности судьи Верховного суда США. Кандидатуру Горсача поддержали 54 сенатора: республиканцы Сената и три сенатора-демократа (Джо Доннелли, Джо Мэнчин, Хайди Хайткэмп); большинство сенаторов-демократов проголосовало против. Вступление Горсача в должность состоялось 10 апреля. Нил Горсач — первый в истории бывший помощник судьи Верховного суда США, работавший впоследствии в одном составе Верховного суда со своим бывшим начальником (Энтони Кеннеди).

## Личная жизнь
Горсач живёт со своей женой и двумя детьми в Боулдере, Колорадо.
Его хобби это лыжные прогулки и ловля рыбы нахлыстом. Также занимается разведением лошадей, кур и коз.
Автор двух книг. Его первая книга The Future of Assisted Suicide and Euthanasia была опубликована издательством Принстонского университета в июле 2006. Также он один из 12 соавторов The Law of Judicial Precedent опубликованной Thomson West в 2016.